# Зверяков, Михаил Иванович
Михаи́л Ива́нович Зверяко́в (укр. Михайло Іванович Звєряков, род. 4 января 1952, село Софиевка, Николаевский район, Одесская область, УССР) — украинский экономист, доктор экономических наук, профессор, член-корреспондент Национальной академии наук Украины. Ректор Одесского государственного экономического университета (2000—2021).

## Биография
Михаил Иванович Зверяков родился 4 января 1952 года в селе Софиевка Николаевского района Одесской области, УССР. Окончил Одесский техникум газовой и нефтяной промышленности (1971), работал на Евпаторийской нефтяной базе.
В 1971—1975 годах — студент кредитно-экономического факультета Одесского института народного хозяйства, который окончил с отличием. В 1975 году поступил в аспирантуру на кафедру политической экономии, исследовал научную проблему снижения издержек оборота.
В 1976—1977 годах служил в рядах Советской армии.
В июне 1980 года М.И. Зверяков защитил диссертацию на получение научной степени кандидата экономических наук. В июне 1985 года ему было присвоено учёное звание доцента кафедры политической экономии. В 1980—1988 годах работал на должности ассистента, доцента кафедры политической экономии.
С 1988 года М.И. Зверяков — проректор по международным отношениям и учебной работе с иностранными студентами. В 1992—1995 годах — докторант докторантуры института. За время обучения в докторантуре и в период педагогической деятельности он целенаправленно занимался научно-исследовательской работой, подготовил и опубликовал 48 научных и научно-методических работ. С 1994—1996 годах — научная работа от фонда А. Гумбольдта в университете Кёльна (ФРГ). В 1996 году защитил докторскую диссертацию и получил научную степень доктора экономических наук в 1997 году.
С 1997 по ноябрь 1998 года работал начальником управления банка «Украина», а с ноября 1998-го — первый заместитель директора банка «Украина» по Одесской области. С 2000 — ректор университета, в том же году присвоено ученое звание профессора кафедры общей экономической теории. М.И. Зверяков — академик Академии наук высшей школы Украины, академик Академии экономической кибернетики Украины, председатель комиссии совета ректоров по развитию высшего образования Одесского региона. Основное научные направления связаны с вопросами: методологии и теории развития экономических систем в условиях рыночной трансформации; исследования развития институциональной структуры в экономиках переходного типа. За годы научной деятельности опубликовано свыше 75 работ.
С 1 сентября 2003 года Михаил Иванович Зверяков был выбран по конкурсу и утверждён на должность заведующего кафедрой общей экономической теории.
С 2012 член-корреспондент НАН Украины.